# Инженер-капитан 1-го ранга
Инженер-капитан 1-го ранга (после 1971 года — капитан-инженер 1-го ранга) — воинское звание в Рабоче-Крестьянском Красном флоте СССР, а затем в Военно-морских силах СССР для старшего инженерно-технического состава.
Выше инженер-капитана 2-го ранга и ниже инженер-контр-адмирала. Соответствует званиям комбриг/полковник и бригадный комиссар/полковой комиссар, майор государственной безопасности; аналог воинского звания капитан 1-го ранга в советском, российском и иностранных военно-морских флотах.